# Autopista AP-68
Die Autopista AP-68 oder Autopista Vasco-Aragonesa (AVASA) ist eine mautpflichtige Autobahn in Spanien und Teil der Europastraße 804. Die Autobahn beginnt in Bilbao und endet in Saragossa.
Betreibergesellschaft der AVASA ist Autopistas Concesionaria Espanola S.A. (Abertis). Erbaut wurde die Autopista mit einer Länge von 294 km ab dem Jahr 1973 mit Fertigstellung im Jahr 1979.

## Größere Städte an der Autobahn
- Bilbao
- Logrono
- Tudela
- Saragossa